# Vesperus aragonicus
Vesperus aragonicus là một loài bọ cánh cứng trong họ Cerambycidae.